# Kurcz
Kurcz, spazm – nagły, mimowolny skurcz mięśni poprzecznie prążkowanych lub gładkich, występujący pod wpływem działania różnych bodźców i często powodujący uczucie bólu. Kurcze dzielą się na toniczne (stałe napięcie mięśnia lub grupy mięśni) oraz kloniczne (drgawki). W kurczach tonicznych występuje przez pewien czas wzmożone napięcie mięśni; w kurczach klonicznych występuje szereg szybko następujących po sobie skurczów mięśniowych oddzielonych krótkimi okresami zwiotczenia.

## Kurcz mięśni poprzecznie prążkowanych
Kurcze toniczne występują w tężcu i w zatruciu strychniną, a ponadto w: zapaleniu opon mózgowych, wściekliźnie, tężyczce, udarze cieplnym, zespołach ruchów mimowolnych (hiperkinezy), zaburzeniach elektrolitowych. Niektóre kurcze bywają charakterystyczne dla niektórych zawodów, ponieważ związane są z używaniem kończyny do szczególnej czynności (np. „kurcz pisarski”, „kurcz hutnika”). Kurcze toniczno-kloniczne występują w padaczce i rzucawce porodowej. Kurcze kloniczne mogą występować w udarze mózgu, w śpiączce hipoglikemicznej i w wielu zatruciach.

## Kurcz mięśni gładkich
Kurcz mięśni gładkich może dotyczyć naczyń krwionośnych (np. choroba Raynauda), każdego odcinka przewodu pokarmowego (przełyku, żołądka, jelit, dróg żółciowych), oskrzeli i oskrzelików (np. dychawica oskrzelowa). Najczęstsze są zaburzenia motoryki przewodu pokarmowego, polegające na odcinkowym kurczu jelita cienkiego, okrężnicy, żołądka i przełyku.